# Інститут космічних досліджень НАН України та ДКА України
Інститут космічних досліджень НАН України та ДКА України — науково-дослідний інститут Відділення інформатики НАН України, створений в 1996 році спільним рішенням Національної академії наук України та Національного космічного агентства України на базі Відділення систем керування Інституту кібернетики імені В. М. Глушкова НАН України.

## Основні напрями діяльності
- фундаментальні та прикладні дослідження у космосі, астрофізичні дослідження об'єктів Всесвіту, зокрема у недоступних з поверхні Землі діапазонах;
- розробка стратегії та принципів використання космічних засобів у дослідженні Всесвіту для вирішення науково-дослідних та практичних завдань в інтересах народного господарства;
- розробка та випробування в умовах космосу технологічних процесів і наукової апаратури для космічних досліджень;
- розробка нових принципів та вдосконалення систем навігації та керування рухом космічних апаратів, моніторингу Землі і космосу та створення інформаційних космічних систем;
- розробка пропозицій щодо концепції і стратегії космічних програм.

## Найвагоміші результати
- розробка системного підходу до наукового та прикладного використання даних дистанційного зондування Землі та програмно-технічну реалізацію його для обробки даних вітчизняних космічних апаратів «Січ-1» та «Океан-О»;
- введення в дію першої черги Центру обробки наукової інформації, який призначено для обробки даних з наукових космічних проектів, участь в яких беруть українські вчені.

## Видання
Інститут видає міжнародний науково-технічний журнал «Проблемы управления и информатики» (спільно з Інститутом кібернетики ім. В. М. Глушкова НАН України).

## Структура
В складі Інституту 8 науково-дослідних підрозділів, де працюють 130 спеціалістів, серед яких 1 один академік НАН України (В. М. Кунцевич, який очолював Інститут з часу заснування до травня 2007 року), 12 докторів і 18 кандидатів наук.
Інститут має філію — Львівський центр Інституту космічних досліджень НАН України та НКА України, створений на базі СКБ Фізико-механічного інституту ім. Г. В. Карпенка НАН України із загальною чисельністю співробітників 120 осіб, з них 2 доктори наук і 8 кандидатів наук.
При Інституті працює спеціалізована вчена рада з присудження наукових ступенів докторів і кандидатів наук у галузі фізико-математичних і технічних наук, діють аспірантура та докторантура.

## Проекти
- «Варіант» (головний виконавець — ЛЦ ІКД НАН України НКАУ) присвячено вимірюванню електричних струмів та електромагнітних полів іоносферної плазми з борту супутника «Січ-1М» для прогнозу іоносферних явищ, зумовлених сейсмічною активністю. Учасники робіт — міжнародний колектив з Великої Британії, Польщі, Франції, Росії та України під науковим керівництвом українських вчених. Для реєстрації структури електричних характеристик космічної плазми підготовлено комплекс наукової апаратури. За період польоту супутника отримано та передано на Землю цінну наукову інформацію, проведено її обробку та інтерпретацію.
- «Іоносфера» експериментальний мобільний акустичний випромінювач атмосферних досліджень (ЛЦ ІКД НАН України НКАУ) доповнює вивчення закономірностей і взаємодій у ланцюжку літосфера–атмосфера–іоносфера–магнітосфера Землі. Його основна мета — наземний і супутниковий моніторинг іоносферних параметрів, дослідження процесу передачі енергії від поверхні Землі в іоносферу через акустичний канал. Створено автомобільний акустичний випромінювач та наземний мобільний комплекс для вимірювання фізичних полів, теоретично обґрунтовано можливі механізми підсилення акустичних збурень в атмосфері, проведено комплексні експерименти в обсерваторії Інституту іоносфери НАН України та МОНУ та наземно-космічний акустичний експеримент з французьким супутником DEMETER. В результаті експериментів встановлено вплив акустичних збурень на процеси в іоносфері та верхній атмосфері Землі. Розроблено методику організації моніторингу електромагнітного оточення МКС та програму досліджень, виготовлено апаратний комплекс в рамках космічного експерименту «Обстановка». Прикладними аспектами досліджень є прогноз землетрусів, розробка методів управління погодою.
- «Обстановка» (ЛЦ ІКД НАН України НКАУ). Розробка та створення бортової системи збору даних про електромагнітну обстановку навколо МКС
- «Кільце» (ІКД НАН України-НКАУ). Вимірювання електромагнітних флуктуацій в іоносфері Землі.

## Адреса Інституту
40, просп. Академіка Глушкова, Київ-187, Україна, 03680
Директор: Федоров Олег Павлович